# Письмо тринадцати (1966)
Письмо тринадцати деятелей советской науки, литературы и искусства в президиум ЦК КПСС против реабилитации И. В. Сталина — открытое письмо от 25 марта 1966 года в адрес Президиума ЦК КПСС, написанное в поддержку письма двадцати пяти против «попыток частичной или косвенной реабилитации Сталина» на предстоящем XXIII съезде КПСС. Поддерживая решения ХХ и XXII съездов партии, авторы письма отмечали, что «реабилитация Сталина в какой бы то ни было форме явилась бы бедствием для нашей страны и для всего дела коммунизма».

## Подписались
(порядок как в письме)
1. П. Ф. Здродовский — микробиолог и иммунолог, действительный член АМН СССР, лауреат Ленинской и Сталинской премий, Герой Социалистического Труда
2. В. М. Жданов — учёный-вирусолог, эпидемиолог и организатор здравоохранения, действительный член АМН СССР
3. П. М. Никифоров — старый большевик-историк, член партии с 1904 года
4. С. С. Смирнов — писатель, лауреат Ленинской премии
5. И. Г. Эренбург — писатель, дважды лауреат Сталинской премии
6. И. В. Ильинский — народный артист СССР, трижды лауреат Сталинской премии
7. В. Д. Дудинцев — писатель
8. А. Н. Колмогоров — математик, академик АН СССР, лауреат Сталинской премии
9. Б. Л. Астауров — биолог, член-корреспондент АН СССР
10. А. И. Алиханов — физик, академик АН СССР, трижды лауреат Сталинской премии
11. И. Л. Кнунянц — химик, академик АН СССР, трижды лауреат Сталинской премии
12. Г. Н. Чухрай — кинорежиссёр, заслуженный деятель искусств РСФСР, лауреат Ленинской премии
13. В. И. Мурадели — композитор, дважды лауреат Сталинской премии